# Grover Beach
Grover Beach, fundada en 1959, es una ciudad ubicada en el condado de San Luis Obispo en el estado estadounidense de California. En el año 2000 tenía una población de 13,067 habitantes y una densidad poblacional de 2,177.8 personas por km².

## Geografía
Grover Beach se encuentra ubicada en las coordenadas 35°29′N 120°40′O / 35.483, -120.667. Según la Oficina del Censo, la ciudad tiene un área total de 6 km² (2,3 mi²), de la cual 6 km² (2,3 mi²) es tierra y 0 km² (0 mi²) (0%) es agua.

## Demografía
Según la Oficina del Censo en 2000 los ingresos medios por hogar en la localidad eran de $38,087, y los ingresos medios por familia eran $41,859. Los hombres tenían unos ingresos medios de $31,045 frente a los $26,506 para las mujeres. La renta per cápita para la localidad era de $18,812. Alrededor del 11.3% de la población estaban por debajo del umbral de pobreza.